# Demetrio el Polemarca
Demetrio el Polemarca (en búlgaro: Димитър Полемарх, en griego: Δημήτριος ó Πολεμάρχιος) fue un noble búlgaro de finales del siglo X y principios del XI, uno de los generales más importantes del zar Samuel.
Su apodo Polemarca (en griego: Πολεμάρχιος) significa «líder militar» en griego. De hecho, Demetrio fue conocido por ser un general muy hábil ya que había conquistado la difícil fortaleza de Servia. Años más tarde, su nieto Cecaumeno describió en su colección Strategikón la forma astuta con la que su abuelo entró en la inexpugnable fortaleza sin derramar sangre. Esto es lo que escribe Cecameno:

Trabajó durante todo un año, no durmió para planear cómo conquistar esta ciudad, tan inaccesible... Todo su trabajo fue en vano, porque la fortaleza estaba protegida por abismos y grandes ruinas. Pero al pie de la fortaleza, junto a un acantilado, había un baño, donde el estratega y sus taxiarcas bajaban a bañarse cuando querían.
Y a mi abuelo se le ocurrió el siguiente truco. Llegó por la noche y colocó a sus hombres frente a la fortaleza; el lugar era ruidoso y estaba cubierto de arbustos. Y ordenó a sus hombres que trajeran grandes matorrales, para sostenerlos delante de ellos, y con ellos dar sombra y ocultar tanto a los caballos como a los jinetes, de modo que pareciera que allí no había gente, sino que era el bosque conocido de aquel lugar.

Así logró sorprender a los bizantinos que se bañaban y sus soldados tomaron el control de la fortaleza. Después de la muerte del zar Iván Vladislav en 1018, Demetrio, junto con otros boyardos destacados, se rindió al emperador Basilio II y fue elevado al rango de patricio, y además se le otorgó el cargo honorífico de «místico» (secretario imperial).